# Amelia Kyambadde

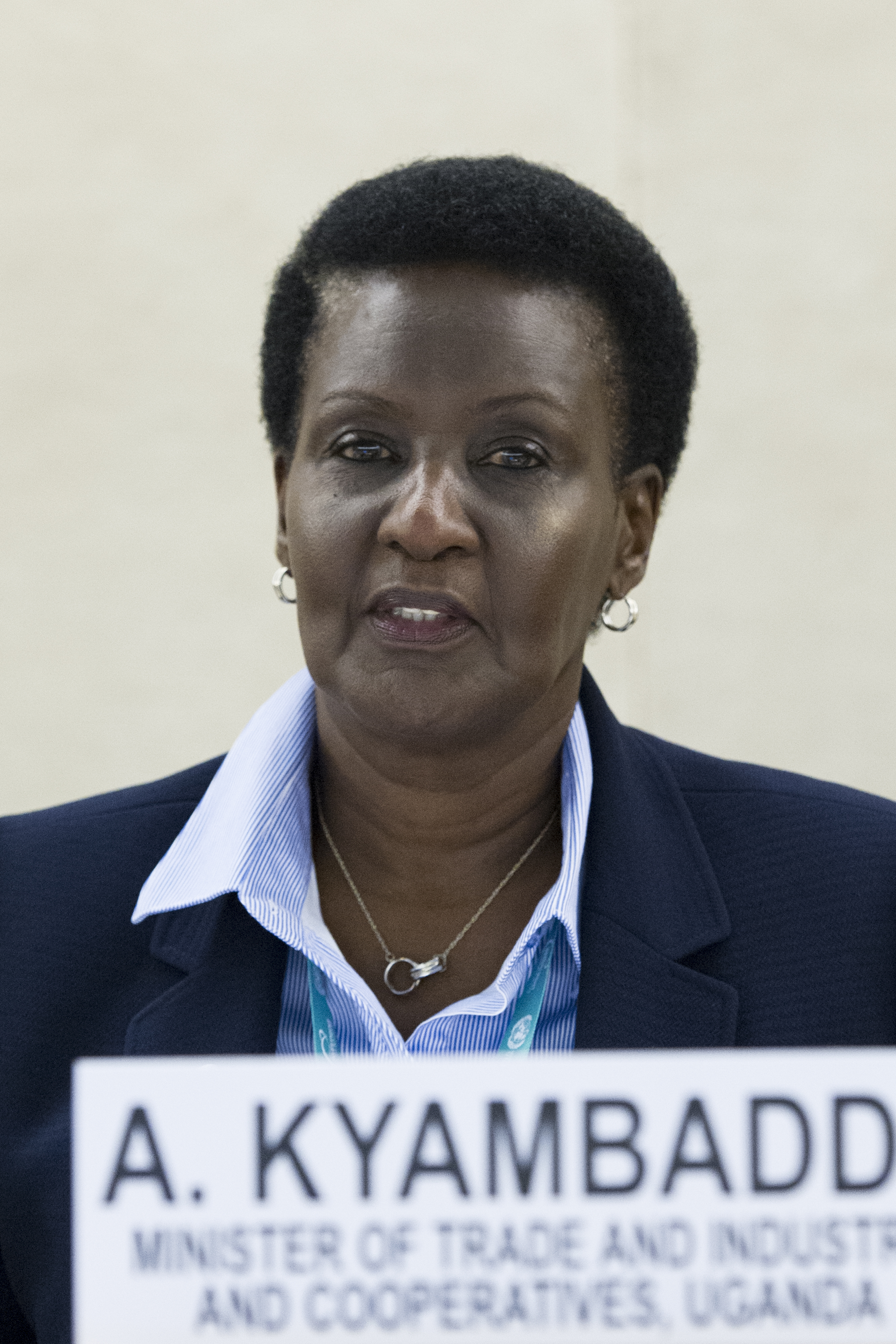
Amelia Kyambadde (2018)

Amelia Anne Kyambadde (* 30. Juni 1955) ist eine ugandische Politikerin der National Resistance Movement (NRM), die seit 1979 als Privatsekretärin enge Vertraute des seit 1986 amtierenden Staatspräsidenten Yoweri Museveni war und seit 2011 Ministerin für Handel, Industrie und Genossenschaften ist.

## Leben
Amelia Kyambadde besuchte von 1962 bis 1968 die Gayaza Junior School und anschließend zwischen 1969 und 1972 die Sacred Heart Secondary School Gulu sowie von 1973 bis 1974 die Agakhan Secondary School. Im Anschluss absolvierte sie zwischen 1975 und 1976 eine Sekretärinnenausbildung am New Era College Kenya. 1979 wurde sie persönliche Sekretärin von Yoweri Museveni, der zu dieser Zeit Verteidigungsminister und 1980 Vorsitzender der Militärkommission war. Während dieser Zeit absolvierte sie 1984 ein Studium in Unternehmenskommunikation in Schwedisch und wurde nach dem Amtsantritt von Museveni als Staatspräsident 1986 dessen Leitende Persönliche Sekretärin und bekleidete diesen Posten bis 2010. In dieser Zeit erwarb sie 1990 ein Diplom in Verwaltungsverfahren am New College der University of Durham sowie 1992 ein Zertifikat im Fach Personalmanagement am Eastern and Southern African Management Institute (ESAMI). Des Weiteren begann sie 1996 ein Studium im Fach Management an der Wirtschaftshochschule (Business School) der Makerere-Universität (MUBS), das sie 1999 mit einem Bachelor of Business Administration (BBA) beendete. 2003 begann sie ein weiteres postgraduales Studium im Fach Management an der American International University, welches sie 2004 mit einem Master of Business Administration (MBA) beendete.
2011 wurde Amelia Kyambadde Ministerin für Handel, Industrie und Genossenschaften (Minister of Trade , Industry & Cooperatives) im Kabinett von Premierminister Amama Mbabazi und bekleidet dieses Amt seit 2014 auch im darauf folgenden Kabinett von Premierminister Ruhakana Rugunda. Sie ist ferner für das National Resistance Movement (NRM) Mitglied des Parlaments von Uganda und vertritt dort den Wahlkreis Mawokota County North, der im Distrikt Mpigi in der Zentral-Region liegt.

## Weblink
- Biografie auf der Homepage des Parlaments von Uganda

| Personendaten    | Personendaten                               |
| ---------------- | ------------------------------------------- |
| NAME             | Kyambadde, Amelia                           |
| ALTERNATIVNAMEN  | Kyambadde, Amelia Anne (vollständiger Name) |
| KURZBESCHREIBUNG | ugandische Politikerin                      |
| GEBURTSDATUM     | 30. Juni 1955                               |